# Kusakabe (marque)
Kusakabe (クサカベ) (nom complet : 株式会社クサカベ (kabushiki gaisha kusakabe) lit. : S.A. Kusukabe), est une marque japonaise produisant notamment du matériel de dessin et de peinture.